# Liste der Biografien/Meyer, B
Liste der Biografien |
Portal Biografien |
B Personensuche
# |
A |
B |
C |
D |
E |
F |
G |
H |
I |
J |
K |
L |
M |
N |
O |
P |
Q |
R |
S |
T |
U |
V |
W |
X |
Y |
Z |
?
 
Ma |
Mb |
Mc |
Md |
Me |
Mf |
Mg |
Mh |
Mi |
Mj |
Mk |
Ml |
Mm |
Mn |
Mo |
Mp |
Mq |
Mr |
Ms |
Mt |
Mu |
Mv |
Mw |
Mx |
My |
Mz
 
Mea–Mee |
Mef |
Meg |
Meh |
Mei |
Mej |
Mek |
Mel |
Mem |
Men |
Meo |
Mep |
Mer |
Mes |
Met |
Meu |
Mev |
Mew |
Mex |
Mey |
Mez
 
Meyb |
Meyd |
Meye |
Meyf |
Meyg |
Meyh |
Meyi |
Meyj |
Meyk |
Meyl |
Meyn |
Meyo |
Meyp |
Meyr |
Meys |
Meyt |
Meyz
 
Meyen |
Meyer
 
Meyer, A |
Meyer, B |
Meyer, C |
Meyer, D |
Meyer, E |
Meyer, F |
Meyer, G |
Meyer, H |
Meyer, I |
Meyer, J |
Meyer, K |
Meyer, L |
Meyer, M |
Meyer, N |
Meyer, O |
Meyer, P |
Meyer, R |
Meyer, S |
Meyer, T |
Meyer, U |
Meyer, V |
Meyer, W |
Meyer, Y |
Meyer, Z |
Meyerb |
Meyerd |
Meyere |
Meyerf |
Meyerh |
Meyeri |
Meyerl |
Meyerm |
Meyern |
Meyero |
Meyerr |
Meyers
Die Liste der Biografien führt alle Personen auf, die in der deutschsprachigen Wikipedia einen Artikel haben. Dieses ist eine Teilliste mit 39 Einträgen von Personen, deren Namen mit den Buchstaben „Meyer, B“ beginnt.

## Meyer, B

### Meyer, Ba
- Meyer, Barbara (* 1956), deutsche Frau, die im Verdacht stand, Mitglied in der RAF gewesen zu sein
- Meyer, Barbara (* 1962), deutsche Verwaltungsjuristin und politische BeamtinBarbara Meyer (* 1962)

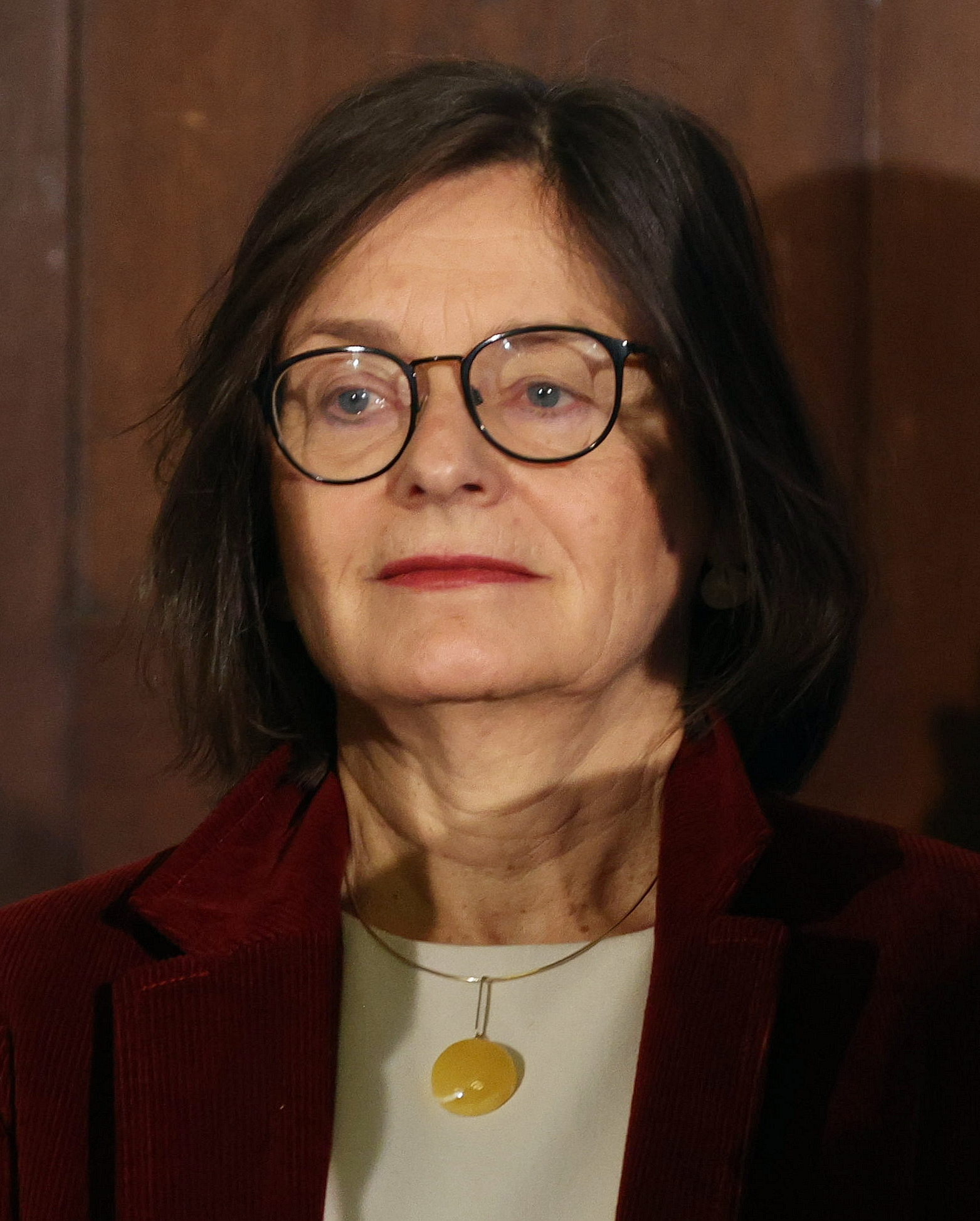
Barbara Meyer (* 1962)

- Meyer, Barbara (* 1984), deutsche Politikerin (Grüne) und Bürgermeisterin
- Meyer, Barbara J. (* 1949), US-amerikanische Genetikerin und Entwicklungsbiologin
- Meyer, Bartholomäus (1644–1714), deutscher lutherischer Theologe

### Meyer, Be
- Meyer, Bennet (* 2003), deutscher Schauspieler
- Meyer, Benno (1843–1904), deutscher Politiker
- Meyer, Bernard (1874–1958), deutscher Politiker (SPD)
- Meyer, Bernard (* 1948), deutscher Ingenieur und Unternehmer
- Meyer, Bernd (* 1946), deutscher Ökonom
- Meyer, Bernd (* 1946), deutscher Pädagoge und Politiker (SPD), MdBB
- Meyer, Bernd (* 1952), deutscher Chemiker und Hochschullehrer
- Meyer, Bernd (* 1952), deutscher Hochschulrektor und Verfahrenstechniker, Rektor der TU Bergakademie Freiberg
- Meyer, Bernhard (1696–1757), deutscher Politiker und Bürgermeister von Elberfeld
- Meyer, Bernhard (1810–1874), Schweizer Jurist, Staatsschreiber, Tagsatzungsgesandter und Politiker
- Meyer, Bernhard (1812–1886), deutscher Beamter, Schriftsteller und Politiker, MdL
- Meyer, Bernhard (1901–1984), deutscher Politiker und Funktionär (NSDAP), MdL
- Meyer, Bernhard (* 1962), deutscher Neurochirurg und Hochschullehrer
- Meyer, Bernhard, deutscher Jazz- und Fusionmusiker (Bass, Komposition)
- Meyer, Bertolt (* 1977), deutscher Psychologe, Hochschullehrer und Musiker
- Meyer, Bertrand (* 1950), französischer Informatiker
- Meyer, Betsy (1831–1912), Schweizer Schriftstellerin
- Meyer, Bettina (* 1968), deutsche Bildhauerin und Zeichnerin

### Meyer, Bi
- Meyer, Bianca (* 1974), deutsche Langstreckenläuferin
- Meyer, Birgit (* 1960), deutsche Dramaturgin und Opernintendantin
- Meyer, Birgit (* 1960), deutsche Theologin und Kulturanthropologin
- Meyer, Birte (* 1971), deutsche Basketballspielerin

### Meyer, Bj
- Meyer, Björn (* 1965), schwedischer Bassist und Komponist
- Meyer, Björn (* 1981), deutscher Politiker (SPD), MdL Niedersachsen
- Meyer, Björn (* 1989), deutscher Schauspieler

### Meyer, Br
- Meyer, Breckin (* 1974), US-amerikanischer SchauspielerBreckin Meyer (* 1974)

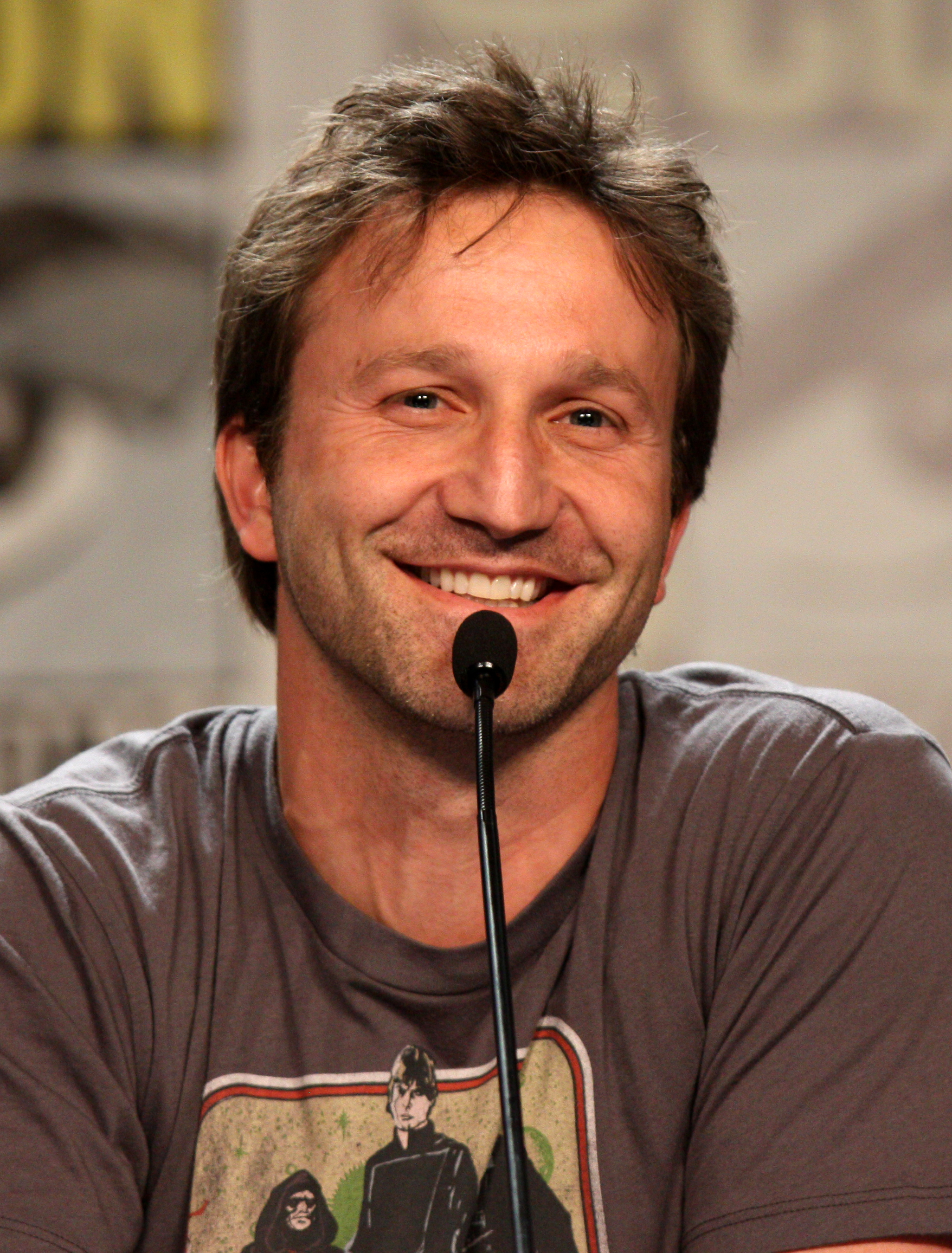
Breckin Meyer (* 1974)

- Meyer, Brendan (* 1994), kanadischer Schauspieler
- Meyer, Brigitte (* 1947), deutsche Politikerin (FDP), MdL
- Meyer, Bror (1885–1956), schwedischer Eiskunstläufer
- Meyer, Brunk (1929–2005), deutscher Bodenkundler
- Meyer, Bruno (1840–1917), deutscher Kunstwissenschaftler
- Meyer, Bruno (1911–1991), Schweizer Archivar und Historiker
- Meyer, Bruno Karl (1949–2014), deutscher Physiker
- Meyer, Bryant Clifford, US-amerikanischer Musiker